# Karl von Bülow
Karl Wilhelm Paul von Bülow (Berlim, 24 de abril de 1846 — Berlim, 31 de agosto de 1921) foi um marechal-de-campo e comandante do segundo exército alemão durante a Primeira Guerra Mundial.

## Carreira militar
Nascido em Berlim numa tradicional família prussiana, Bülow serviu na Guerra Austro-prussiana e na Guerra franco-prussiana. Era capitão do estado-maior em 1877 e subseqüentemente foi promovido coronel, integrando o 9º regimento da infantaria de guarda em 1849. No ano de 1897 Bülow tornou-se diretor do departamento central do Ministério da Guerra. Comandou o 3º corpo-de-exército de 1903 até a sua indicação a oficial do terceiro exército alemão em 1912.

## Primeira guerra mundial
Bülow comandou o 2º exército no início da primeira guerra mundial em agosto de 1914, invadiu a Bélgica e capturou a fortaleza de Namur em 22-23 de agosto. Avançou em direção à França e derrotou o general Charles Lanrezac na cidade de Charleroi e posteriormente em Saint-Quentin (29-30 de agosto).
Ao passo que o segundo e o primeiro exército, comandado pelo general Alexander von Kluck, se aproximavam de Paris, aumentava a preocupação de Bülow com a crescente distância entre os dois, levando-o a ordenar a aproximação de Kluck em sua direção. Esta decisão, entretanto, resultou no avanço das tropas de Kluck pelo sul e pelo leste de Paris, ao invés de se dirigirem para o norte, como especificava o Plano Schlieffen. Bülow cruzou o rio Marne em 4 de setembro, mas decidiu recuar para Aisne após bem-sucedido contra-ataque organizado por forças francesas e britânicas ao exército de Kluck na Primeira batalha do Marne.
Bülow foi promovido a marechal-de-campo em janeiro de 1915. Aposentou-se em 1916 e viveu em Berlim até a sua morte.